# Bahnhof Cupar

Bei dem Bahnhof Cupar handelt es sich um den Bahnhof der schottischen Ortschaft Cupar in der Council Area Fife. Die Station liegt an der Bahnstrecke Edinburgh–Dundee und wurde 1847 eröffnet. Das Bahnhofsgebäude wurde 1972 in die schottischen Denkmallisten in die Kategorie B aufgenommen. Eine zugehörige Lagerhalle ist außerdem als Denkmal der höchsten schottischen Denkmalkategorie A klassifiziert.

## Verkehr
Die Edinburgh and Northern Railway eröffnete den Bahnhof am 17. September 1847. Die Strecke endete schließlich in Tayport am Firth of Tay, wo ein Fähranschluss nach Broughty Ferry bestand, über den ein Anschluss zur Scottish North Eastern Railway hergestellt wurde. Die Tay Rail Bridge als Brücke über den Meeresarm wurde erst 1878 fertiggestellt und verband die Bahnstrecke mit der Stadt Dundee. Im Dezember des folgenden Jahres kollabierte sie (siehe Eisenbahnunfall auf der Firth-of-Tay-Brücke). Der heute von Zügen auf der Bahnstrecke Edinburgh–Aberdeen bediente Bahnhof verfügt über zwei Bahnsteige.

## Beschreibung
Der Bahnhof liegt im Zentrum von Cupar. Für den Entwurf des betriebseigenen Architekten  John Honeyman vom März 1846 wurden Baukosten in Höhe von 1510 £ veranschlagt. Im Januar 1847 entschied sich die Gesellschaft schließlich für einen Entwurf von John Honeyman, der mit 1598 £ zu Buche schlug. Das Bahnhofsgebäude ist im historisierenden Italianate-Stil ausgestaltet. Der Eingang des ein- bis zweistöckigen Gebäudes ist mit elliptischen Bögen ausgestaltet. Oberhalb der Bögen kragt ein abgekanteter Erker aus. Bahnsteigseitig schließt sich ein Schutzdach an, das auf gusseisernen Pfeilern mit lotusornamentierten Kapitellen gelagert ist.

## Lagerhalle
Die möglicherweise von David Bell entworfene Lagerhalle befindet sich am Nordrand des Bahnhofsgeländes an der Coal Road. Wie auch der Bahnhof wurde sie 1847 fertiggestellt. Ihr Mauerwerk besteht aus grob behauenem Bruchstein mit Natursteineinfassungen. Die Halle besteht aus einem flachen, einstöckigen Bauteil am Ostende mit segmentbogigen Toren. Im Westen schließt sich ein fünf Achsen weites, vierstöckiges Lager an. Oberhalb des Erdgeschosses sind sechsteilige Sprossenfenster verbaut. Das abschließende Satteldach ist mit Schiefer eingedeckt.